# Peleteria haemorrhoa
Peleteria haemorrhoa là một loài ruồi trong họ Tachinidae.